# Testamentskartei
Die Testamentskartei war in Deutschland eine beim Standesamt des Geburtsortes einer dort im Geburtenregister eingetragenen Person geführte Kartei. Die Aufgabe der Kartei war die Sicherung der gesetzlichen oder durch Testament festgelegten (gewillkürten) Erbfolge. Im Jahr 2012 wurde diese Karteien vom Zentralen Testamentsregister abgelöst.

## Stand vor Einführung des Zentralen Testamentsregisters
Die Standesämter erhielten zu diesem Zweck von den Notaren, Amtsgerichten oder Jugendämtern A5-quer-Karteikarten mit den wesentlichen Daten (Name, Geburtsdatum, Aktenzeichen, Urkundsrollennummer, Absender etc.) zur genannten Person. Der Standesbeamte vergab der Karteikarte eine fortlaufende Nummer und stellte sie in der Testamentskartei ab. Die Nummer wurde im Geburtseintrag des Geburtenregisters vermerkt. Für im (heutigen) Ausland geborene Deutsche befand sich die Hauptkartei für Testamente beim Amtsgericht Schöneberg in Berlin.
Verstirbt ein Mensch, wurde nach der Eintragung im Sterberegister durch den Standesbeamten am Sterbeort das Standesamt des Geburtsortes informiert. Dieses trug den Tod der beurkundeten Person im Geburtenregister ein. Stellt er dabei fest, dass der Geburtseintrag mit einer Testamentskarteinummer (TK) versehen ist, entnahm er die entsprechende(n) Karteikarte(n) und informierte die dort genannten Absender über den Tod der Person. Die Absendung der Information wird mit Datum und Ziel auf der Karteikarte vermerkt. Die Karte verblieb im Standesamt.

## Neuregelung
Mit Einführung des Zentralen Testamentsregisters durch die Bundesnotarkammer am 1. Januar 2012 entfielen die Testamentskarteien in der bisherigen Form.
Bereits bestehende Verwahrungsnachrichten in den über 5.000 Testamentsverzeichnissen der Standesämter und der Hauptkartei für Testamente beim Amtsgericht Schöneberg in Berlin wurden in elektronische Form überführt und an das Testamentsregister der Bundesnotarkammer übermittelt. Dieser Vorgang war Ende 2016 abgeschlossen.
Das Register wird in jedem Sterbefall geprüft. Dadurch wird gewährleistet, dass jede registrierte Urkunde im Nachlassverfahren Beachtung findet. Die Bundesnotarkammer informiert die Verwahrstelle der Urkunde, damit diese zum Nachlassgericht gebracht werden kann. Nachlassverfahren können so schneller, effizienter und sicherer durchgeführt werden. Dem letzten Willen des Erblassers wird Geltung verschafft.